# Soroseris
 Soroseris  Stebbins, 1940 è un genere di piante angiosperme dicotiledoni della famiglia delle Asteraceae.

## Etimologia
Il nome scientifico del genere è stato definito dal botanico George Ledyard Stebbins (1906-2000) nella pubblicazione " Memoirs of the Torrey Botanical Club" ( Mem. Torrey Bot. Club 19(3): 27) del 1940.

## Descrizione
Habitus. Le specie di questo gruppo sono piante nane perenni e rosulate (e spesso acaulescenti) degli habitat alpini; contengono latice.
Fusto. Gli scapi fiorali sono cavi e afilli; possono originare direttamente dal rizoma. In alcuni casi i fusti sono ramificati. Le radici in genere sono di tipo fittonante. Spesso, alla base delle piante, è presente un robusto germoglio a rosetta sotterranea con foglie squamose.
Foglie. Le foglie formano delle rosette radicali con lamine intere o dentate oppure roncinato-pennatofide. Le foglie lungo il caule sono disposte in modo alterno e spesso sono abbraccianti il caule stesso.
Infiorescenza. L'infiorescenza è composta da numerosi capolini terminali con corti peduncoli. I capolini, aggregati in larghe sinfiorescenze emisferiche o cilindriche, solamente di tipo ligulifloro, sono formati da un involucro composto da diverse brattee (o squame) all'interno delle quali un ricettacolo fa da base ai fiori ligulati. L'involucro ha una forma da strettamente cilindrica a (raramente) campanulata ed è formato da 2 - 3 serie di brattee. Solitamente le due serie di brattee non sono uguali: la serie interna è eretta con forme lanceolate, mentre quella esterna può essere patente; raramente le brattee sono connate alla base. Il ricettacolo è piano e nudo (senza pagliette a protezione della base dei fiori).
Fiori. I fiori, (da 4 a 25 per capolino) tutti ligulati, sono tetra-ciclici (ossia sono presenti 4 verticilli: calice – corolla – androceo – gineceo) e pentameri (ogni verticillo ha in genere 5 elementi). I fiori sono ermafroditi, fertili e zigomorfi.
- Formula fiorale:

*/x K {\displaystyle \infty }, [C (5), A (5)], G 2 (infero), achenio
- Calice: i sepali del calice sono ridotti ad una coroncina di squame.
- Corolla: le corolle sono formate da una ligula terminante con 5 denti; il colore in genere è giallo o bianco (raramente alla base sono nerastri); la superficie può essere sia pubescente che glabra.
- Androceo: gli stami sono 5 con filamenti liberi e distinti, mentre le antere sono saldate in un manicotto (o tubo) circondante lo stilo.[11] Le antere alla base sono prive di codette. Il polline è tricolporato.[12]
- Gineceo: lo stilo è filiforme. Gli stigmi dello stilo sono due divergenti e ricurvi con la superficie stigmatica posizionata internamente (vicino alla base).[13] L'ovario è infero uniloculare formato da 2 carpelli.

Frutti. I frutti sono degli acheni con pappo. Gli acheni hanno delle forme oblunghe (subcompresso) apicalmente contratte; la superficie può essere trasversalmente tubercolata. Sono presenti 5 coste principali più da 1 a 4 coste secondare. Il pappo, giallo o bianco, è setoloso (setole scabre/barbate) e caduco.

## Biologia
- Impollinazione: l'impollinazione avviene tramite insetti (impollinazione entomogama tramite farfalle diurne e notturne).
- Riproduzione: la fecondazione avviene fondamentalmente tramite l'impollinazione dei fiori (vedi sopra).
- Dispersione: i semi (gli acheni) cadendo a terra sono successivamente dispersi soprattutto da insetti tipo formiche (disseminazione mirmecoria). In questo tipo di piante avviene anche un altro tipo di dispersione: zoocoria. Infatti gli uncini delle brattee dell'involucro si agganciano ai peli degli animali di passaggio disperdendo così anche su lunghe distanze i semi della pianta.

## Distribuzione e habitat
La distribuzione è montana dell'Asia centrale (Himalaya e Cina).

## Tassonomia
La famiglia di appartenenza di questa voce (Asteraceae o Compositae, nomen conservandum) probabilmente originaria del Sud America, è la più numerosa del mondo vegetale, comprende oltre 23.000 specie distribuite su 1.535 generi, oppure 22.750 specie e 1.530 generi secondo altre fonti (una delle checklist più aggiornata elenca fino a 1.679 generi). La famiglia attualmente (2021) è divisa in 16 sottofamiglie.

### Filogenesi
Il genere di questa voce appartiene alla sottotribù Crepidinae della tribù Cichorieae (unica tribù della sottofamiglia Cichorioideae). In base ai dati filogenetici la sottofamiglia Cichorioideae è il terz'ultimo gruppo che si è separato dal nucleo delle Asteraceae (gli ultimi due sono Corymbioideae e Asteroideae). La sottotribù Crepidinae fa parte del "quarto" clade della tribù; in questo clade è in posizione "centrale" vicina alle sottotribù Chondrillinae e Hypochaeridinae.
I caratteri più distintivi per questa sottotribù (e quindi per i suoi generi) sono:
- in queste piante non sono presenti i peli piccoli, morbidi e ramificati;
- le brattee involucrali sono disposte in due serie ineguali;
- i capolini contengono molti fiori;
- le setole del pappo non sono fragili;
- gli acheni alla base sono poco compressi.

La sottotribù è divisa in due gruppi principali uno a predominanza asiatica e l'altro di origine mediterranea/euroasiatica. Da un punto di vista filogenetico, all'interno della sottotribù, sono stati individuati 5 subcladi. Il genere di questa voce appartiene al subclade denominato " Dubyaea-Nabalus-Soroseris-Syncalathium  clade". Questo subclade, nell'ambito della sottotribù, occupa il "core" della sottotribù ed è inserito in una politomia formata dai subcladi Ixeris-Ixeridium-Taraxacum e Garhadiolus-Heteracia. Il clade, che comprende nove generi: Dubyaea, Hololeion, Nabalus, Syncalathium, Sinoseris, Sonchella, Soroseris, Mojiangia e Spiroseris è fondamentalmente asiatico.
Nel clade  Dubyaea-Nabalus-Soroseris-Syncalathium il genere Sonoseris occupa una posizione intermedia, probabilmente nidificato all'interno del genere Dubyaea. [La precedente configurazione filogenetica è basata sull'analisi di alcune particolari regioni (nrITS) del DNA; analisi su altre regioni (DNA del plastidio) possono dare dei risultati lievemente diversi.]
I caratteri distintivi per le specie del genere di questa voce sono:
- i capolini sono numerosi e aggregati in larghe sinfiorescenze;
- queste specie sono tipicamente delle perenni alpine con portamenti nani;
- gli acheni sono omomorfi;
- l'areale è endemico sino-himalayano.

Il numero cromosomico della specie è: 2n = 16 (specie diploidi - raramente tetraploidi).

### Elenco delle specie
Questo genere ha 8 specie:
- Soroseris deasyi (S.Moore) Stebbins
- Soroseris depressa  (Hook.f. & Thomson) J.W.Zhang, N.Kilian & H.Sun
- Soroseris glomerata  (Decne.) Stebbins
- Soroseris hookeriana  Stebbins
- Soroseris pumila  Stebbins
- Soroseris teres  C.Shih
- Soroseris trichocarpa  (Franch.) C.Shih
- Soroseris umbrella  (Franch.) Stebbins

### Sinonimi
Sono elencati alcuni sinonimi per questa entità:
- Stebbinsia Lipsch.